# NGC 3304
NGC 3304 (również PGC 31572 lub UGC 5777) – galaktyka spiralna z poprzeczką (SBa), znajdująca się w gwiazdozbiorze Małego Lwa. Odkrył ją William Herschel 17 marca 1787 roku. Jest to galaktyka z aktywnym jądrem typu LINER.